# Kadet
Kadet (fran. cadet, mlajši ali najmlajši sin plemiških rodbin, tudi kandidat za oficirja), gojenec ki se v vojaški šoli ali civilni šoli usposablja za oficirja ali za poklicnega pilota. 
Beseda kadet ima več pomenov:
- kadet - gojenec vojaške ali policijske šole - kadetnice
- kadet - kandidat letalske šole oz. letalske akademije za pilota
- kadet - tip nemškega osebnega avtomobila znamke Opel
- kadet - v carski Rusiji, med državljansko vojno, član buržoazne protirevolucionarne stranke[1]

Beseda kadet je na Slovenskem v uporabi od 19. stoletja in je prevzeta prek nem. Kadett v pomenu kandidat za oficirja iz francoske besede cadet v enakem pomenu. To je izposojeno iz gaskonjsko capdet v pomenu stotnik (prvotno glava, glavar), kar pa je izpeljanka iz lat. caput prav tako v pomenu glava. V francoščini je cadet prvotno označevalo častnika na francoskem dvoru, ki je bil praviloma sin gaskonjskih plemičev; od tod se je razvil tudi sedaj prevladajoči francoski pomen mlajši, drugorojeni.